# Terry Plank
Terry Ann Plank (Wilmington, Delaware, 18 de outubro de 1963) é uma geoquímica e vulcanologista estadunidense.
Estudou no Dartmouth College, onde obteve o bacharelado em 1985, obtendo um doutorado em 1993 no Lamont-Doherty Earth Observatory da Universidade Columbia, orientada por Charles H. Langmuir, com a tese Mantle Melting and Crustal Recycling at Subduction Zones. Em 1995 foi professora assistente na Universidade do Kansas e em 1999 professora associada e 2004 professora na Universidade de Boston. Em 2008 foi professora na Universidade Columbia (Arthur D. Storke Memorial Professor).
Em 2013 foi eleita membro da Academia Nacional de Ciências dos Estados Unidos e da Academia de Artes e Ciências dos Estados Unidos. Recebeu a Medalha Wollaston de 2018.

## Obras
- com L. Cooper, C.E. Manning: New geothermometers for estimating slab surface temperatures, Nature Geoscience, Volume 2, 2009, p. 611–615
- com Jeff D. Vervoort u. a.: The Hf-Nd isotopic composition of marine sediments, Geochimica Et Cosmochimica Acta, Volume 75, 2011, p. 5903–5926
- com D.J. Maclennan u. a.: Melting during late-stage rifting in Afar is hot and deep, Nature, Volume 499, 2013, p. 70–73
- com K.A. Kelly u. a.: Why do mafic arc magmas contain ~4 wt % water on average ?, Earth and Planetary Science Letters, Volume 364, 2013, p. 168–179
- com P. Ruprecht: Feeding andesitic eruptions with a high-speed connection from the mantle, Nature, Volume 500, 2013, p. 68–72
- com A.S. Lloyd u. a.: NanoSIMS results from olivine-hosted melt embayments: Magma ascent rate during explosive basaltic eruptions, J. of Volcanology and Geothermal Research, Volume 238, 2014, p. 1–18
- The chemical composition of subducting sediment and its consequences for the crust and mantle, in: : H.D. Holland, K.K. Turekian (Hrsg.), The Crust, Treatise on Geochemistry, 2. Auflage, Elsevier 2014, p. 607–629
- com D.W. Forsyth: Thermal Structure and Melting Conditions in the Mantle beneath the Basin and Range Province from Seismology and Petrology, Geochemistry, Geophysics, Geosystems, Volume 17, 2016, p. 1312–1338.